# Luis Argemí
Luis Argemí y de Martí (Manresa, 1873-1950), fue un abogado y político español.

## Biografía
Licenciado en Derecho y Filosofía y Letras por la Universidad de Barcelona, ejerció la abogacía en Manresa, compaginando esta actividad con la de fabricante de la empresa Argemí y Compañía, posteriormente renombrada Industrias Químicas Albiñana Argemí, S.A.
Miembro de la Junta Regional de la Comunión Tradicionalista, ganó las elecciones a diputado provincial de 1907, 1911 y 1915 por varios distritos de Barcelona. En esta etapa formó parte de las comisiones de Gobernación, de Hacienda, de Instrucción Pública, de Beneficencia, de Fomento y de la Interprovincial de Mancomunidades y llegó a ser vicepresidente de la Mancomunidad de Cataluña.
Formó parte de un sector minoritario del jaimismo partidario de la neutralidad de España en la Primera Guerra Mundial, pero opuesto a la campaña germanófila del partido encabezada por Juan Vázquez de Mella. Al producirse la escisión mellista, permaneció leal a Don Jaime y en noviembre de 1919 participó en la Junta Magna jaimista de Biarritz.
En 1919 fue también elegido senador por Lérida en una coalición de los jaimistas con la Liga Regionalista. En la Cámara Alta denunciaría el estado de subversión y anarquía provocado por la lucha de clases en Barcelona, razón por la que los jaimistas fundarían los Sindicatos Libres. Don Jaime, interesado por los problemas de España y especialmente de Cataluña, recibió nuevamente a Argemí y a Juan Bautista Viza en París en 1922.
Durante la Segunda República, fue uno de los candidatos tradicionalistas por Barcelona ciudad de la coalición Derecha de Cataluña en las elecciones al Parlamento de Cataluña de 1932.
Después de la guerra civil española se integró en el partido único del régimen y recibió la medalla de la Vieja Guardia en 1943 junto con otros carlistas catalanes como Juan María Roma y Pedro Roma. Durante la década de 1940 formó parte del carlooctavismo (la agrupación de carlistas seguidores del pretendiente Carlos VIII).
En diciembre de 1943 fue nombrado presidente de la Diputación de Barcelona por decreto del Ministerio de la Gobernación, manteniéndose en el cargo hasta enero de 1946. Su presidencia se caracterizó, como todas las de esta época, por la escasa actividad política, ya que el gobernador civil era quien fiscalizaba todas las actividades de la Corporación. Como presidente de la Diputación se propuso la defensa de los intereses de los municipios, y también la de los sindicatos y la de los gremios. Luchó para mantener el nivel de ingresos de la Diputación para hacer frente a los gastos de mantenimiento de las instituciones a cargo de la Corporación.
Hasta abril de 2019 en Manresa había una calle que llevaba su nombre.